# 도쿄가
《도쿄가》(Tokyo-Ga)는 미국에서 제작된 빔 벤더스 감독의 1985년 다큐멘터리 영화이다. 류 치슈 등이 주연으로 출연하였다.

## 섹션
1. Reflections on Ozu
2. Tokyo
3. The center of the world
4. Chishū Ryū
5. Mu
6. Amusements
7. Wax food
8. Searching for images
9. Trains
10. Yuharu Atsuta
11. A good-bye

## 출연

### 주연
- 류 치슈
- 베르너 헤어조크
- 아츠다 유하루